# 芒廷艾恩 (明尼蘇達州)
芒廷艾恩（英語：Mountain Iron）是一個位於美國明尼蘇達州聖路易斯縣的城市。

## 人口
根據2020年美國人口普查的數據，芒廷艾恩的面積為183.61平方千米，當中陸地面積為176.40平方千米，而水域面積為7.21平方千米。當地共有人口2878人，而人口密度為每平方千米16人。